# Myōjin-shō

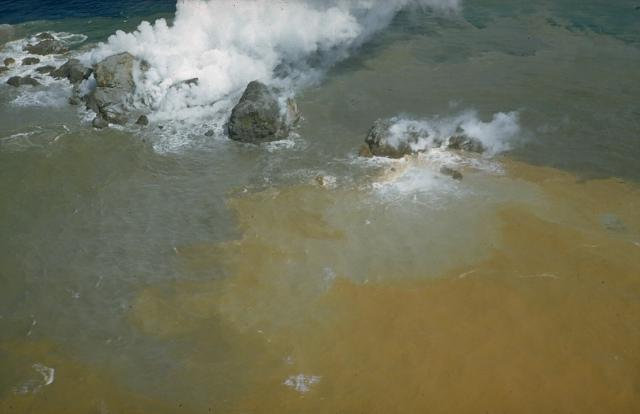
Imagem do local

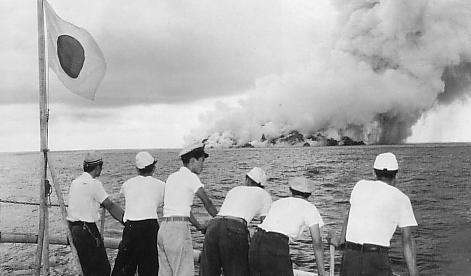
Um recife misterioso levantou uma pluma vulcânica e os marinheiros do "navio de patrulha da classe Chihuri" olharam para ele (1952)

Myōjin-Shō (ja:みょうじんしょう) é um vulcão submarino localizado a 450 kilômetros ao sul de Tókio nas Ilhas Izu. Atividades vulcânicas tem sido detectadas desde 1869.